# Maróthy János (zenetörténész)
Maróthy János (1925. december 23. – 2001. augusztus 10.) Erkel-díjas zenetörténész, zenekritikus, esztéta, szociológus és a magyarországi populáris zenei kutatások nemzetközileg elismert képviselője és egyik hazai kulcsfigurája volt. Fia Maróthy Zoltán rockzenész.

## Életrajz
A Pázmány Péter Tudományegyetem bölcsészettudományi karán esztétikát és művészettörténetet hallgatott Lukács György tanítványaként (1944-48). 1948-ban doktorált; eközben a Liszt Ferenc Zeneművészeti Főiskolán Viski Jánostól zeneszerzést tanult (1945-51). 1951-54 között Szabolcsi Bence irányításával posztgraduális tanulmányokat folytatott (1951-54). 1959-ben kandidátusi fokozatot szerzett az európai népdal születéséről szóló disszertációjával, amelyben a népdal zenei formájának átalakulását társadalomtörténeti kontextusban vizsgálja. A tudományok doktora címet a Zene és polgár, zene és proletár című munkájával nyerte el 1966-ban, amely 1974-ben angolul is megjelent (ford. Róna Éva, Akadémiai Kiadó) és széles kritikai rezonanciát váltott ki.
Maróthy a szocialista Magyarország zenetudományi életének egyik kulcsfigurája volt: 1954-től a Magyar Tudományos Akadémia munkatársa; 1961-ben az MTA Zenetudományi Intézetének egyik alapító, később osztályvezető munkatársa. Osztálya eleinte munkásmozgalmi dalok gyűjtésére és archiválására irányult. A 70-es évek közepétől az osztály kutatói, gyűjtő és publikációs tevékenysége a szociológia, különösképpen a populáris zene szociológiája felé fordult.
Maróthy életművének fontos eleme volt a tanítás: 1955-57 között tanársegédként a Zeneakadémián adott elő; 1974-től több évtizeden át az Eötvös Loránd Tudományegyetem Bölcsészkarának Esztétika Tanszékén tanított, eleinte docensként, majd professzorként. Szerkesztő bizottsági tagja volt a Magyar Zenének, a Studia Musicologicának és rendszeres kritikusa a Muzsika című lapnak. Az angol Popular Music és az olasz Musicá/Reàlta folyóiratok munkájában is részt vett tanácsadó szerkesztőként.

## Művei
- Nemzeti zenekultúránk haladóhagyományai; Népművelési Minisztérium, Bp., 1951 (Vezérfonal városi előadók számára)
- A népzene új fejlődésének néhány kérdése a Szovjetunióban; Magyar-Szovjet Társaság Zeneművészeti Szakosztálya, Népművészeti Intézet Zenei Osztálya, Bp., 1953
- Az európai népdal születése; Akadémiai, Bp., 1960
- A szovjet zene; Népművészeti Intézet, Bp., 1960 (Zenetörténeti és esztétikai akadémia)
- Zene és polgár, zene és proletár; Akadémiai, Bp., 1966
- A parasztdaltól a munkásdalig; szerk. Katona Imre, Maróthy János, Szatmári Antal; Akadémiai, Bp., 1968
- Szabó Ferenc indulása. A "népi-lírai klasszicizmustól" az "expresszionizmusig". 1926-1928; Zeneműkiadó, Bp., 1970
- Music and the bourgeois, music and the proletarian; angolra ford. Róna Éva; Akadémiai, Bp., 1974
- Zene, forradalom, szocializmus Szabó Ferenc útja; Magvető, Bp., 1975 (Elvek és utak)
- Hanns Eisler: A zene értelméről és értelmetlenségéről. Válogatott írások; vál., szerk., utószó, jegyz. Maróthy János és Zoltai Dénes, ford. Balázs István; Gondolat, Bp., 1977
- Zene és ember; Zeneműkiadó, Bp., 1980
- A zeneszerző Szabó. Emlékezések; szerk. Maróthy János; Zeneműkiadó, Bp., 1984
- Maróthy János–Batári Márta: 'Apeiroē mousikoē / A zenei végtelen; Zeneműkiadó, Bp., 1986
- Musica e uomo; ford. olaszra Marosi Teréz és Keresztesi Katalin; Ricordi, Milano, 1987 (La sfere)